# 莫利纽克斯球场
摩連納斯球場（英語：Molineux Stadium）位於英格蘭西米德蘭茲郡伍爾弗漢普頓的足球運動場，自1889年揭幕以來是英超球會狼隊的主場。
英格蘭首批裝置汎光燈的球場之一，更早於1950年代已舉辦歐洲球會級的競賽。摩連納斯亦曾作為英格蘭國家隊的主場球場進行國際賽，而近期則主辦英格蘭U21的比賽；摩連納斯於1972年舉行首屆歐洲足協盃的決賽。
現時摩連納斯只能容納31,700名觀眾，但球場最高入場紀錄高達61,315人。摩連納斯現正進行工程，預計於2014-2015年賽季將會擴建到36,000座。

## 球場
摩連納斯位於伍爾弗漢普頓市環路（Wolverhampton Ring Road）的遠端，距離伍爾弗漢普頓市中心以北僅數百碼，由於附近建築物不高，摩連納斯是當地的地標。球場設有四座看台：前稱「約翰·艾利蘭看台」（John Ireland stand）的「史提夫·保爾看台」（Steve Bull Stand）、「積克·夏理士看台」（Jack Harris Stand）、「史丹·古利斯看台」（Stan Cullis Stand）及「比利·胡禮看台」（Billy Wright Stand）。

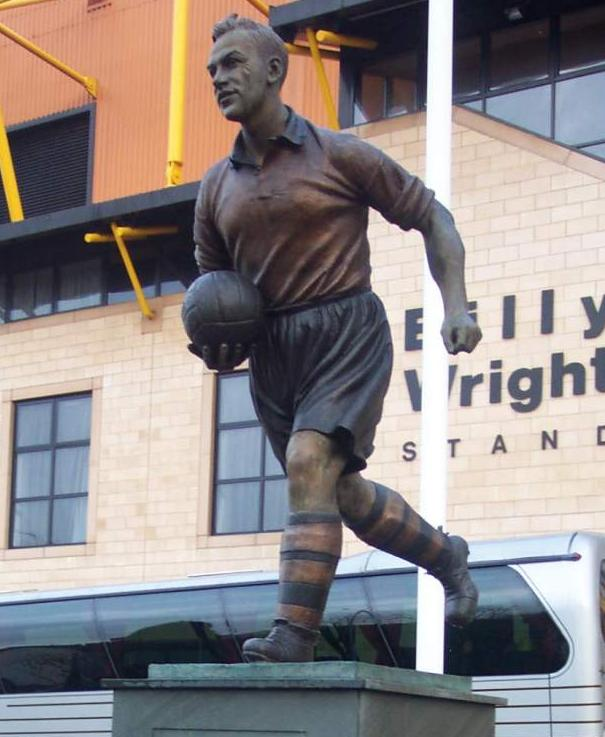
比利·胡禮的銅像

在「比利·胡禮看台」前豎立紀念比利·胡禮的銅像，他曾為英格蘭上陣105場，其中90場擔任隊長；而「史丹·古利斯看台」前亦豎立紀念史丹·古利斯（Stan Cullis）的銅像，他曾在隊中出任球員、隊長及領隊，是球隊黃金時期的象徵人物。
摩連納斯現時的總容量約為28,525人，球場曾於2003年建立「格拉咸·曉士看台」（Graham Hughes Stand）增加容量，這臨時性看台可以容納900名球迷，惟三年後難逃拆卸命運。在要求英國的足球場改為全坐席的「泰萊報告書」（Taylor Report）發表以前的時間，摩連納斯可以容納超過60,000名觀眾，球場最高入場紀錄是於1939年2月11日由狼隊對利物浦的一場甲組聯賽創出，共有61,315名球迷進場觀看這場大戰。
摩連納斯曾主辦英格蘭的國際賽，首場是1891年3月7日英格蘭以6-1大勝愛爾蘭；1903年2月14日英格蘭再以4-0擊敗愛爾蘭；1936年2月5日英格蘭則以1-2負於威爾斯。最後一場在摩連納斯舉行的英格蘭主場比賽是於1956年12月5日對丹麥的1958年世界盃外圍賽，英格蘭以5-2獲勝。摩連納斯亦曾主辦多場英格蘭U21的國際賽，包括1976年12月15日英格蘭U21成立後首場對威爾斯U21的比賽。
2003年6月24日邦喬飛（Bon Jovi）將摩連納斯變身成為伍爾弗漢普頓最大的音樂表演場地，共有34,000名樂迷進場觀賞這隊硬摇滚樂隊的現場表演。

## 歷史

### 源頭
摩連納斯的名字源自當地商人本杰明·莫利诺（Benjamin Molineux），他於1744年在伍爾弗漢普頓購入大片土地，並在其中建立名為莫利诺大宅（Molineux House）的家園，這座大宅其後改建為莫利诺酒店（Molineux Hotel）。1860年O.E.麥奎格（O.E. McGregor）購入這片土地並改建成開放給公眾的莫利诺遊樂場（Molineux Grounds），其內的設施包括溜冰場、單車徑、可供扒艇的小湖及供足球比賽的場地。
莫利诺遊樂場其後於1889年賣給諾咸頓啤酒廠（Northampton Brewery），並出租給沒有固定主場的狼隊使用，在稍加修葺後於1889年9月7日舉行首場比賽，狼隊在4,000觀眾前以2-0擊敗諾士郡。狼隊於1923年以5,607英鎊購入球場業權，隨即由阿奇巴尔·雷奇（Archibald Leitch）設計在窩打老道（Waterloo Road）一方興建主看台。1932年球隊再在莫利诺街一方興建另一座新看台，兩年後為「南岸梯階看台」（South Bank）加建上蓋。摩連納斯最終擁有四面看台，這結構在接下來的半個世紀一直維持不變。
1953年摩連納斯成為首批設置汎光燈的球場之一，費用約10,000英鎊，於同年9月30日舉行首場由汎光燈照明的晚間比賽，狼隊以3-1擊敗南非國家隊。增設汎光燈後使到狼隊可在週中舉辦對抗來自世界不同地區球隊的友誼賽，在尚未有歐洲冠軍盃及其他國際盃賽舉行的時期，這類比賽具有一定的地位及吸引公眾的興趣，英国广播公司經常轉播這些比賽。1957年耗費25,000英鎊加高汎光燈燈塔，以便迎來球場首場主辦的歐洲冠軍盃比賽。

### 擴建及滑落
由於「莫利诺街看台」（Molineux Street Stand）未能通過《1975年運動場地安全法案》（1975 Safety of Sports Grounds Act），狼隊在現有看台後方拆卸房屋興建新看台，由「Atherden and Rutter」設計的新看台可容9,500名觀眾，並設有42個行政廂房，惟紅色的座椅顏色與狼隊的傳統的隊色不符。當新看台落成後，以時任狼隊主席命名為「約翰·艾利蘭看台」（John Ireland Stand），隨即將前方的舊看台全幢拆卸，但球場的草坪沒有相應移動或擴闊，使看台與球場草坪邊線距離有100英呎之遙。在1979年8月25日舉行揭幕戰，於甲組聯賽開鑼日迎戰利物浦。
新看台花費1,000萬英鎊興建，是最昂貴的同類發展項目之一，其工程費用使狼隊債台高築，於1982年更因此而差點破產，幸得前球員戴歷·杜根（Derek Dougan）及時收購才倖免於難。直到1986年狼隊降級到丁組聯賽，摩連納斯只開放「約翰·艾利蘭看台」及「南岸梯階看台」，除因「窩打老道看台」與「北岸梯階看台」已十分破舊及不符因山谷閱兵場大火（Valley Parade fire）後制訂的新安全法規，入場觀眾數目急劇下跌亦是一個主因。
由於狼隊自身的艱難財政情況，沒有資金投入進行維修，只有任從摩連納斯繼續殘破。1986年8月狼隊再次獲得拯救免於倒閉，伍爾弗漢普頓市議會（Wolverhampton Council）以112萬英鎊購入摩連納斯及其周邊土地，而格拉查地產（Gallagher Estates Ltd）聯同連鎖超市ASDA同意支付餘下債項，以期獲得准許興建一所超級市場。雖然摩連納斯繼續使用，但兩個關閉的看台再沒有開放。

### 發展近況
積克·海華特爵士（Sir Jack Hayward）於1990年接管狼隊後為重建摩連納斯舖路，加上「泰萊報告書」後立法規定於1993/94年球季全面取締英超及甲組球場的梯階看台，「北岸梯階看台」於1991年10月首先拆卸，翌年夏季一座全新的「史丹·古利斯看台」剛好趕及在1992/93年球季展開前啟用；接著拆卸「窩打老道看台」，而新的「比利·胡禮看台」於數月後在原址落成；最後一期重建工程在1993年11月於「積克·夏理士看台」在「南岸梯階看台」的原址建成後宣佈完結。
新近修建完成的摩連納斯於1993年12月7日舉行正式揭幕典禮，隨即與汉维特（Honvéd）進行友誼賽，這支匈牙利球隊是當年汎光燈下友賽的對手之一。全坐席的摩連納斯可以容納28,525名觀眾，是當時英格蘭最大的足球場之一，但隨著時日漸長，它已被其他新建或重建的球場超越。
2003年「約翰·艾利蘭看台」更名「史提夫·保爾看台」以紀念這名球會歷來入球最多的球員，由於狼隊升級英超，同年球場西南角落興建900個臨時座位，命名為「格拉咸·曉士看台」，將摩連納斯的容量增加到29,396人。2004年1月17日在聯賽擊敗曼聯正好錄得爆場盛況，創下重建後最高入場人數紀錄。這臨時看台於2006年夏季拆卸，但在狼隊於2009/10年球季重返頂級聯賽後再次建立，使摩連納斯的容量增加到29,303人。
2008年狼隊主席史蒂夫·莫根（Steve Morgan）透露初步擴建摩連納斯的構想，將看台移近草坪，將可增加容量到38,000人。2010年5月28日狼隊發表分期擴建球場計畫，第一期為時3年，將拆卸「史丹·古利斯看台」及「史提夫·保爾看台」，重建成為全新兩層新看台，其後再於「積克·夏理士看台」加建上層看台，而「比利·胡禮看台」亦醞釀在及後的時間重建，投資額高達4,000萬英鎊，容量由現時的3萬增加到5萬觀眾，並為當地創造就業職位，但隨著球隊降班，莫根於2013年1月指將會暫時擱置擴建計劃。

## 外部連結
- Molineux Stadium official website
- Wolverhampton Wanderers official website （页面存档备份，存于）
- Stadium Guide Article （页面存档备份，存于）